# Witold Hryniewski

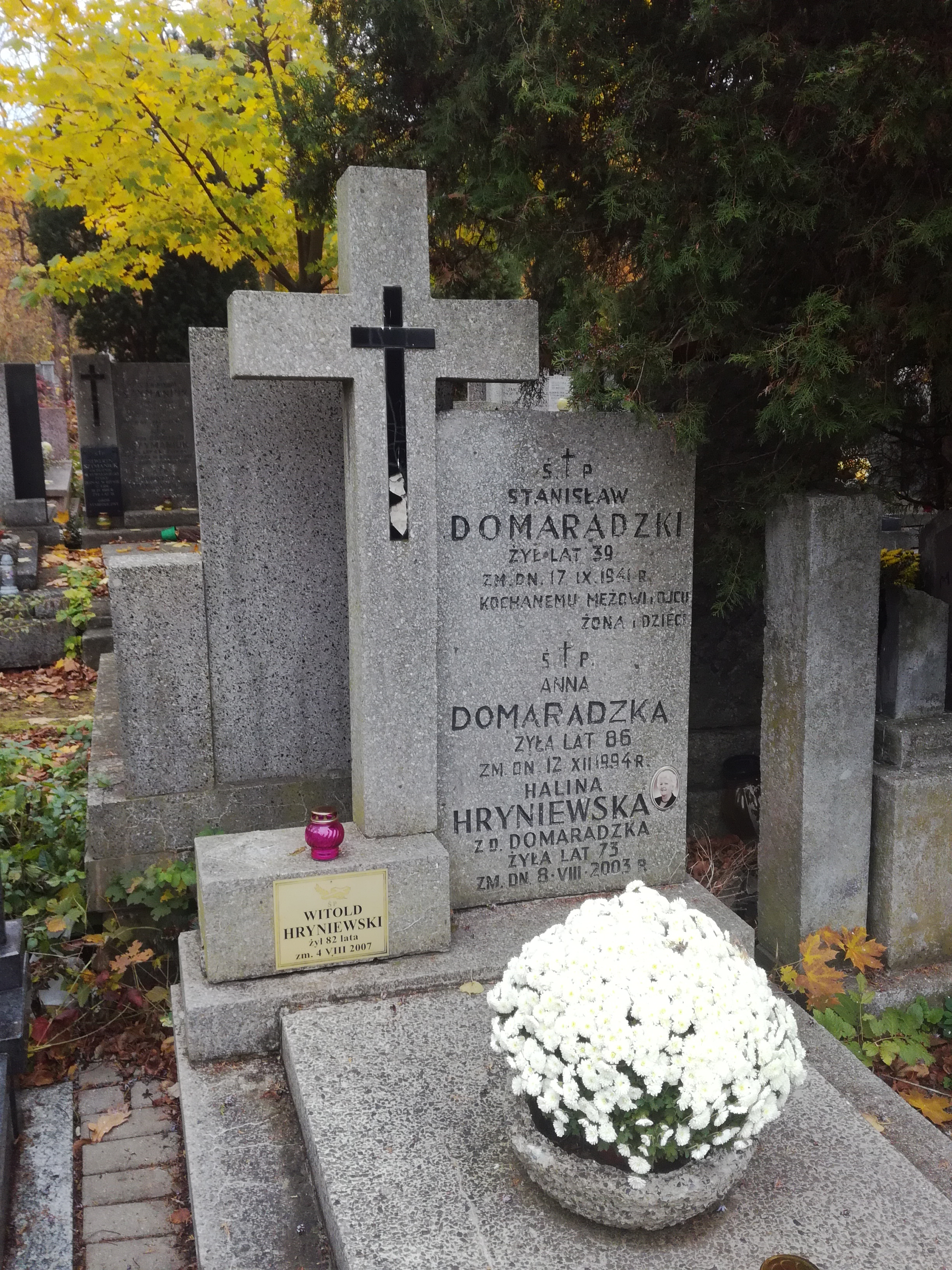
Grób Witolda Hryniewskiego na cmentarzu Bródnowskim w Warszawie

Witold Hryniewski, ps. Małoletniak (ur. 1925 w Borysławiu, zm. 4 sierpnia 2007) – polski działacz, sportowy, społeczny  i członek organizacji kombatanckich, sekretarz Krajowej Rady Żołnierzy Weteranów Września 1939 r.
Po wybuchu II wojny światowej we wrześniu 1939 r., uczestniczył jako 14-latek w działaniach obronnych. Był żołnierzem IV Dywizji Piechoty. Inwalida wojenny.
Pracował w Komitecie Kultury Fizycznej, Polskim Związku Kolarskim i Polskim Komitecie Olimpijskim.  
Pochowany 10 sierpnia 2007 r. na cmentarzu Bródnowskim w Warszawie (kwatera 24K-6-5). 